# Parens scientiarum
Parens scientiarum es el nombre de una bula del papa Gregorio IX emanada el 13 de abril de 1231, considerada la magna charta de la Universidad de París.
Por cuanto resulta del estudio del documento, los redactores principales del texto fueron Guillermo de Auxerre y Gofredo de Poitiers que eran maestros de la universidad y conocían mejor la situación a la que se había llegado en el conflicto con el obispo de la ciudad. 
De hecho, Gregorio IX afirma en la carta, que los disensos y conflictos que se habían creado, disturbaban la serenidad necesaria a quien se dedica a trabajos académicos. En primer lugar trata de la licentia docendi que debía concederla el canciller después de realizar un atento examen de los candidatos, interrogando para ello a los maestros de teología y a otros expertos presentes en la ciudad. La bula asegura que el canciller debe mantener el secreto sobre los testimonios dados por estos maestros: así estos últimos se sentían más seguros para emitir su juicio. Da luego libertad a la universidad de concederse reglamentos disciplinares propios y de expulsar del Studium a quienes no quieran seguirlos. 
A continuación indica el modo de proceder cuando se produzcan ofensas o atentados graves dejando la posibilidad de mandar a la cárcel (y por tanto, de contar con ella) no al canciller, sino solo al obispo. 
Para las facultades de Artes y Medicina, la bula prescribía que la concesión de la licentia docendi correspondía al canciller, aunque debía otorgarla solo a quienes fueran considerados aptos por los maestros. Las facultades de teología y derecho en cambio, debían elaborar exámenes a propósito (y que englobaba otras materias) para otorgar el grado académico. Así, en la práctica se redujo el poder del canciller en los asuntos universitarios.